# Гавриленко Тодор Матвійович
То́дор Матві́йович Гавриле́нко (криптонім — Т. Г.; нар. 8 червня 1899, Новопавлівка — пом. 23 березня 1939) — український історик, етнограф, фольклорист. Учень Михайла Грушевського.

## Біографія
Народився в селі Новопавлівка Полтавської волості Херсонського повіту Херсонської губернії (нині село Баштанського району Миколаївської області), в селянській сім'ї Матвія Степановича та Устимії Карпівни.
Навчався в Новобузькій учительській семінарії.
В роки революції вчителював у своєму рідному селі Новопавлівка, потім згадується його вчителювання у І-й Полтавській (Баштанській) трудовій школі в 1920‒1921 роках .
1924–1928 навчався в Київському інституті народної освіти. 1925 був одним із організаторів і керівником гуртка культури українського слова.
1925–1928 — кандидат в аспіранти, 1928–1930 — аспірант Науково-дослідної кафедри історії України при ВУАН, 1925–1930 — співробітник Культурно-історичної комісії при ВУАН.
1926 організував етнографічну секцію краєзнавчого гуртка Інституту народної освіти у Києві й до 1930 керував нею. 1927–1930 брав участь в етнографічних експедиціях на території Баштанщини сучасної Миколаївської області та Дніпрельстану (Дніпровської ГЕС). Одна з його цікавих ідей – проаналізувати історичні пісні, у яких, на думку Тодора Матвійовича, відбилися всі основні віхи історії Запоріжжя 40-х – 90-х років XVIII століття.
1930–1933 — науковий співробітник кафедри передісторії України Дмитра Яворницького при ВУАН. 1934–1936 — науковий співробітник Інституту історії матеріальної культури ВУАН. На початку 1936 р. Т. М. Гавриленка з інституту було звільнено через «невиконання виробничого плану 1935 р. і протаскування у друкованій продукції антимарксистських концепцій».
Деякий час працював в Архіві давніх актів, але у січні 1937 р. був звільнений «за контрреволюційні, націоналістичні вияви, що мали місце в його наукових працях».
Після звільнення вчителював в київській середній школі № 72.
12 червня 1937 р. він був заарештований і засуджений до 5 років концтаборів. Причиною арешту Тодора Гавриленка було те, що в його бібліотеці виявили твори Михайла Грушевського. Звинувачували його також у тому, що він організував у студентські роки гурток культури українського слова. Покарання відбував у м. Маріїнськ (нині місто Кемеровської області, Російської Федерації), потім у Магаданській області (нині Російська Федерація).
Помер під час ув'язнення (за офіційною версією, від паралічу серця). Реабілітований 1963.

## Наукова діяльність
Досліджував історію первісного суспільства на території України та історію Запорожжя. Автор рецензій в журналах «Україна», «Первісне громадянство та його пережитки на Україні», а також робіт «Старші форми економічного побуту на Великому Лузі. Вівчарство і рибальство» («Первісне громадянство…»), «Запорожець Данило Несват» («Україна», обидві — 1929), «Погляди академіка М. М. Покровського на історію докласового суспільства у східних слов'ян» («Україна», 1932). Робота «Начерк з історії первісного рабства» у 1935 р. отримала схвальний відгук академіка Бориса Грекова, який запрошував працювати Тодора Гавриленка до Інституту історії в Москві.
Рукописи робіт Тодора Гавриленка зберігаються в Інституті рукопису Національної бібліотеки України імені В. І. Вернадського та Науковому архіві Інституту археології НАН України.